# بازی‌های آفریقایی ۲۰۱۹
بازی‌های آفریقایی ۲۰۱۹ (انگلیسی: 2019 African Games) یک رویداد چندورزشی است که از ۱۹ تا ۳۱ اوت ۲۰۱۹ در رباط، مراکش برگزار شده است.

## ورزش‌ها
۲۶ ورزش در بازی‌های آفریقایی ۲۰۱۹ برگزار شده است.
- بسکتبال ۳ نفره (۲) (جزئیات)
- تیراندازی با کمان (۵) (جزئیات)
- دو و میدانی (۴۶) (جزئیات)
- بدمینتون (۶) (جزئیات)
- بوکس (۱۳) (جزئیات)
- قایقرانی (۱۸) (جزئیات)
- شطرنج (۵) (جزئیات)
- دوچرخه‌سواری (۱۰) (جزئیات)
- سوارکاری (۲) (جزئیات)
- شمشیربازی (۱۲) (جزئیات)
- فوتبال (۲) (جزئیات)
- ژیمناستیک (۱۴) (جزئیات)
- هندبال (۲) (جزئیات)
- جودو (۱۴) (جزئیات)
- کاراته (۱۶) (جزئیات)
- روئینگ (۹) (جزئیات)
- تیراندازی (۵) (جزئیات)
- اسنوکر (۳) (جزئیات)
- شنا (۴۲) (جزئیات)
- تنیس روی میز (۷) (جزئیات)
- تکواندو (۱۶) (جزئیات)
- تنیس (۶) (جزئیات)
- ورزش سه‌گانه (۳) (جزئیات)
- والیبال (۴) (جزئیات)
- وزنه‌برداری (۶۰) (جزئیات)
- کشتی (۱۸) (جزئیات)

## کشورهای شرکت‌کننده
| کشورهای شرکت‌کننده در بازی‌های آفریقایی ۲۰۱۹ |
| --- |
| - الجزایر (۲۶۸) - آنگولا (۹۰) - بنین (۲۴) - بوتسوانا (۱۰۴) - بورکینافاسو (۹۷) - بوروندی (۵۴) - کامرون (۱۲۶) - کیپ ورد (۳۸) - جمهوری آفریقای مرکزی (۱۷) - چاد (۵۹) - جمهوری کنگو (۳۷) - کومور - ساحل عاج (۶۷) - جیبوتی (۳۱) - جمهوری دموکراتیک کنگو (۲۶۳) - مصر (۳۲۵) - گینه استوایی (۴۴) - اریتره (۴۸) - اسواتینی (۵) - اتیوپی (۱۷۶) - گابن (۲۸) - گامبیا (۲۱) - غنا (۹۶) - گینه (۵۶) - گینه بیسائو (۴) - کنیا (۲۵۰) - لسوتو (۲۷) - لیبریا (۳) - لیبی (۲۹) - ماداگاسکار (۵۹) - مالاوی (۲۲) - مالی (۹۸) - موریتانی (۱۰) - موریس (۹۱) - مراکش (۴۰۱) (میزبان) - موزامبیک (۱۹) - نامیبیا (۶۸) - نیجر (۴۲) - نیجریه (۳۱۱) - رواندا (۱۱) - سائوتومه و پرنسیپ (۲۱) - سنگال (۱۲۷) - سیشل (۴۰) - سیرالئون (۳۴) - سومالی (۱۱) - آفریقای جنوبی (۱۵۴) - سودان جنوبی (۲۷) - سودان (۲۸) - تانزانیا (۱۰) - توگو (۲۹) - تونس (۱۷۷) - اوگاندا (۷۵) - زامبیا (۶۸) - زیمبابوه (۶۶) |

## جدول مدال‌ها
*   کشور میزبان (مراکش)
| رتبه           | NOC                         | طلا | نقره | برنز | مجموع |
| -------------- | --------------------------- | --- | ---- | ---- | ----- |
| ۱              | مصر (EGY)                   | ۹۴  | ۹۴   | ۷۲   | ۲۶۰   |
| ۲              | نیجریه (NGR)                | ۴۶  | ۳۶   | ۴۸   | ۱۳۰   |
| ۳              | الجزایر (ALG)               | ۳۶  | ۳۵   | ۵۴   | ۱۲۵   |
| ۴              | آفریقای جنوبی (RSA)         | ۳۳  | ۲۶   | ۲۴   | ۸۳    |
| ۵              | مراکش (MAR)*                | ۳۱  | ۳۲   | ۵۵   | ۱۱۸   |
| ۶              | تونس (TUN)                  | ۲۶  | ۳۶   | ۳۵   | ۹۷    |
| ۷              | کنیا (KEN)                  | ۱۱  | ۱۰   | ۱۰   | ۳۱    |
| ۸              | موریس (MRI)                 | ۶   | ۶    | ۱۲   | ۲۴    |
| ۹              | اتیوپی (ETH)                | ۶   | ۵    | ۱۲   | ۲۳    |
| ۱۰             | ماداگاسکار (MAD)            | ۶   | ۴    | ۲    | ۱۲    |
| ۱۱             | کامرون (CMR)                | ۵   | ۱۴   | ۹    | ۲۸    |
| ۱۲             | ساحل عاج (CIV)              | ۵   | ۵    | ۸    | ۱۸    |
| ۱۳             | بوتسوانا (BOT)              | ۵   | ۳    | ۶    | ۱۴    |
| ۱۴             | بورکینافاسو (BUR)           | ۴   | ۲    | ۲    | ۸     |
| ۱۵             | غنا (GHA)                   | ۲   | ۲    | ۹    | ۱۳    |
| ۱۶             | آنگولا (ANG)                | ۲   | ۲    | ۴    | ۸     |
| ۱۶             | نامیبیا (NAM)               | ۲   | ۲    | ۴    | ۸     |
| ۱۸             | سیشل (SEY)                  | ۲   | ۱    | ۱    | ۴     |
| ۱۹             | گامبیا (GAM)                | ۲   | ۱    | ۰    | ۳     |
| ۲۰             | گابن (GAB)                  | ۲   | ۰    | ۴    | ۶     |
| ۲۱             | نیجر (NIG)                  | ۲   | ۰    | ۱    | ۳     |
| ۲۲             | سنگال (SEN)                 | ۱   | ۵    | ۱۶   | ۲۲    |
| ۲۳             | موزامبیک (MOZ)              | ۱   | ۳    | ۱    | ۵     |
| ۲۴             | زامبیا (ZAM)                | ۱   | ۱    | ۳    | ۵     |
| ۲۵             | سائوتومه و پرنسیپ (STP)     | ۱   | ۱    | ۱    | ۳     |
| ۲۶             | اریتره (ERI)                | ۰   | ۳    | ۰    | ۳     |
| ۲۷             | جمهوری دموکراتیک کنگو (COD) | ۰   | ۲    | ۹    | ۱۱    |
| ۲۸             | اوگاندا (UGA)               | ۰   | ۲    | ۸    | ۱۰    |
| ۲۹             | لیبی (LBA)                  | ۰   | ۲    | ۲    | ۴     |
| ۲۹             | مالی (MLI)                  | ۰   | ۲    | ۲    | ۴     |
| ۳۱             | جمهوری کنگو (CGO)           | ۰   | ۱    | ۳    | ۴     |
| ۳۱             | زیمبابوه (ZIM)              | ۰   | ۱    | ۳    | ۴     |
| ۳۳             | جیبوتی (DJI)                | ۰   | ۱    | ۱    | ۲     |
| ۳۴             | لسوتو (LES)                 | ۰   | ۱    | ۰    | ۱     |
| ۳۴             | گینه بیسائو (GBS)           | ۰   | ۱    | ۰    | ۱     |
| ۳۶             | چاد (CHA)                   | ۰   | ۰    | ۴    | ۴     |
| ۳۷             | رواندا (RWA)                | ۰   | ۰    | ۳    | ۳     |
| ۳۸             | بنین (BEN)                  | ۰   | ۰    | ۲    | ۲     |
| ۳۸             | توگو (TOG)                  | ۰   | ۰    | ۲    | ۲     |
| ۳۸             | گینه (GUI)                  | ۰   | ۰    | ۲    | ۲     |
| ۴۱             | جمهوری آفریقای مرکزی (CAF)  | ۰   | ۰    | ۱    | ۱     |
| ۴۱             | کیپ ورد (CPV)               | ۰   | ۰    | ۱    | ۱     |
| مجموع (۴۲ NOC) | مجموع (۴۲ NOC)              | ۳۳۲ | ۳۴۲  | ۴۳۶  | ۱۱۱۰  |